# 青嶋貞賢
青嶋貞賢（あおしま さだかた、文政3年（1820年）8月16日 - 明治29年（1896年））は、江戸時代後期から明治前半の国学者、歌人。雅号は柳坪、篠乃屋。甥に漢詩人の有泉米松（蘆堂）がいる。

## 略歴
甲斐国八代郡市川大門村（現在の山梨県西八代郡市川三郷町市川大門地区）の出身。青嶋家は市川大門に所在する弓削神社の神主で、父は貞保。貞賢は長男。
幼少期には巨摩郡西野村（南アルプス市西野）の郷学・西野手習所（松聲堂）で学び、同所で嘉永元年（1854年）まで教授を行っていた幕臣で儒学者の松井渙斎に学ぶ。長じて江戸へ出て、国学者の橘守部に師事する。守部は嘉永2年（1848年）に死去しており、貞賢が江戸に移ったのは天保年間のことであると考えられている。各地を遊歴し、天保10年（1830年）2月には、明治初期に県令・藤村紫朗、県参事・富岡敬明が主導して開拓を行う日野原（北杜市長坂町）の荒涼とした風景を詠んだ漢詩を残している。
また、地元では市川大門村の豪商で市川代官所の御用金御用達を務め、豊富な蔵書を所持していた渡辺寿（権右衛門、春英）にも学んでいる。渡辺寿は国学者で甲斐を遊歴した黒川春村とも交流し、春村は寿の案内で弓削神社を尋ねている。
安政4年（1857年）には神祇管領長より従五位下能登守の神職守名を受ける。幕末には尊皇攘夷・倒幕運動に共感を強め、青嶋家に伝来する『冨久ミゝ記』に拠れば桜田門外の変にも関心を示している。
慶応4年（1868年）には小沢一仙が公家の高松実村を奉じて高松隊を率いて甲府城へ入城する。貞賢はこの高松隊に加わり、2月10日に韮崎宿（韮崎市）で一仙と面会している。高松隊や相楽総三の赤報隊などの草莽諸隊は当初明治政府に黙認されていたが、戊辰戦争において明治政府側が優位になると偽官軍として処罰され、高松隊も新政府に公認されず一仙は処刑され（偽勅使事件）、赤報隊は3月3日に相楽ら幹部が信濃下諏訪宿で処刑されている。一方で明治政府は明治元年8月に相楽総三の同士落合直亮を伊那県大参事として登用しており、この際に貞賢も登用されて伊那県権台属に任命され、明治政府に仕官する。
明治2年（1869年）には父の貞保が死去。貞賢は翌明治3年7月に伊那県権大属を免じられ、しばらく同県の寺社方に勤める。明治4年（1871年）8月には甲府県小属となり、明治6年（1873年）11月には歴史地誌編纂係に任じられる。
翌明治7年5月には一宮浅間神社権宮司・大講義に推挙されるが、同年7月に貞賢は任命を辞退し、さらに翌明治8年には県庁を辞する。貞賢はさらに弓削神社神職も長男の貞真に譲り、市川大門で国学塾を開く。また、南巨摩郡睦合村（南部町）で近藤喜則が開いた私塾・聴水堂（後の蒙軒学舎）でも教授を行う。
明治初期の山梨県においては県令。藤村紫朗の施政に反発する新聞・雑誌が出版され自由民権運動が起こるが、貞賢は友人の小沢幸民の編集する『生読新聞』が1879年（明治11年）7月15日創刊の藤村県政を批判する狂歌を投稿している。その後も民権運動家の佐野広乃らと交遊し、小沢の創刊した詩歌誌『採藻逸誌』への投稿を行なっている。
1891年（明治24年）に刊行された山梨県内の名士を番付にした『峡中名々相撲番附』でも貞賢の名が挙げられている。また、明治30年創刊の文芸誌『峡中文壇』では「峡中文壇の盟主」と評されている。明治29年（1896年）に死去、享年78。
数千種の和歌のほか、漢詩や襖絵、掛け軸などの書画などを残している。生前には歌集を著さなかったが、1927年（昭和2年）には渡辺青洲の孫娘で弟子の小田切浦子（菫園）が選し、浦子の弟・渡辺沢次郎が私家版として『さゝのをち葉』を刊行した。1990年（平成2年）には貞賢の孫・青嶋貞夫が『雪もゝ歌』を刊行している。